# 梁赓义
梁赓义（1951年9月7日—），台湾生物统计学家、教育家，前任國家衛生研究院院長。

## 生平
他1973年获国立清华大学數學系学士学位，1979年获南卡羅萊納大學統計所碩士学位，1982年获华盛顿大学生物统计博士学位。同年成为約翰霍普金斯大學生物统计助理教授，1984年起兼任流行病学系教授，1986年升任副教授，1991年成为正教授。2006年成为國家衛生研究院副院长，2010年任国立阳明大学校长。1995年被选为美国统计学会会员，2002年当选中央研究院院士。2012年当选世界科学院院士。。2015年當選美國國家醫學院院士。
梁赓义1986年在約翰霍普金斯大學时曾与同事Scott Zeger设计了广义估计公式 (Generalized estimating equation)，可以用于精神分裂和糖尿病研究。2010年他获得了Rema Lapouse奖。